# Грод
Грод е владетел на кутригурите от 528 до 530 г. 
През 528 г. той приема християнството в Константинопол. След завръщането си в Черноморска Скития побеждава своя брат и се опитва да наложи християнството на сънародниците си. Според византийския летописец Теофан Изповедник той продава в Боспор сребърните и електронови идоли, след което в страната започва бунт и през 530 г. той е сменен от своя брат Мугел.